# بيتس باتاغليا
بيتس باتاغليا (بالإنجليزية: Bates Battaglia)‏ هو لاعب هوكي جليد أمريكي، ولد في 13 ديسمبر 1975 في شيكاغو في الولايات المتحدة.

## وصلات خارجية
- بيتس باتاغليا على موقع دوري الهوكي الوطني (الإنجليزية)
- بيتس باتاغليا على موقع قاعة مشاهير الهوكي (لاعب أن.إتش.أل) (الإنجليزية)
- بيتس باتاغليا على موقع EliteProspects.com (الإنجليزية)
- بيتس باتاغليا على موقع HockeyDB.com (الإنجليزية)
- بيتس باتاغليا على موقع Hockey-Reference.com (الإنجليزية)